# Samobójstwa rytualne staroobrzędowców
Rytualne samobójstwa staroobrzędowców – akty samobójcze popełniane przez członków wspólnot staroobrzędowych, motywowane religijnie. Najpowszechniejszym powodem ich popełniania było przekonanie o opanowaniu całego świata przez Antychrysta, bliskim końcu świata i utracie łaski bożej przez wszystkie istniejące Kościoły. Wśród form odebrania sobie życia przeważały samospalenie i rezygnacja z przyjmowania pokarmu aż do śmierci głodowej.
Główni przywódcy staroobrzędowców nie wypracowali jednolitego stanowiska w sprawie rytualnych samobójstw. Różne odłamy (wspólnoty) starowierców w odmienny sposób oceniały to zjawisko, od jego całkowitej afirmacji po odrzucenie.

## XVII–XVIII w.

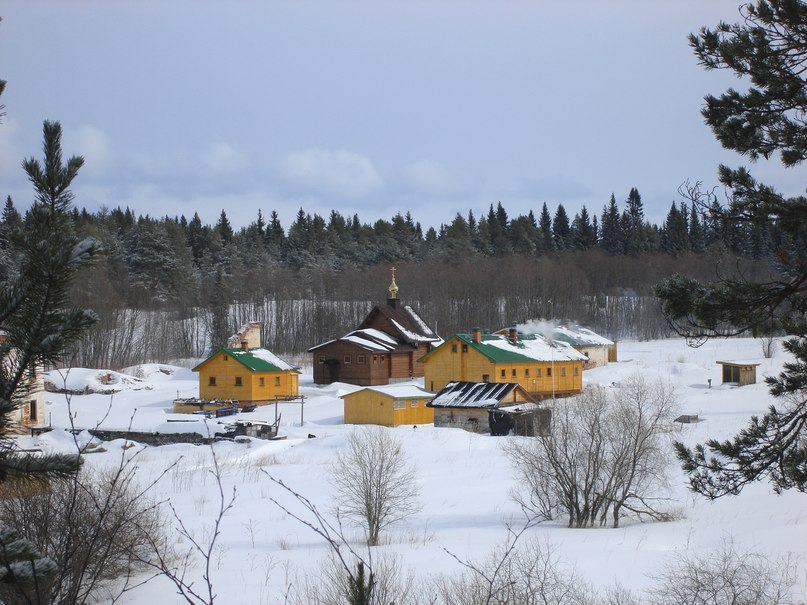
Współczesny widok Monasteru Paleostrowskiego, miejsca samospalenia 2700 staroobrzędowców w 1687

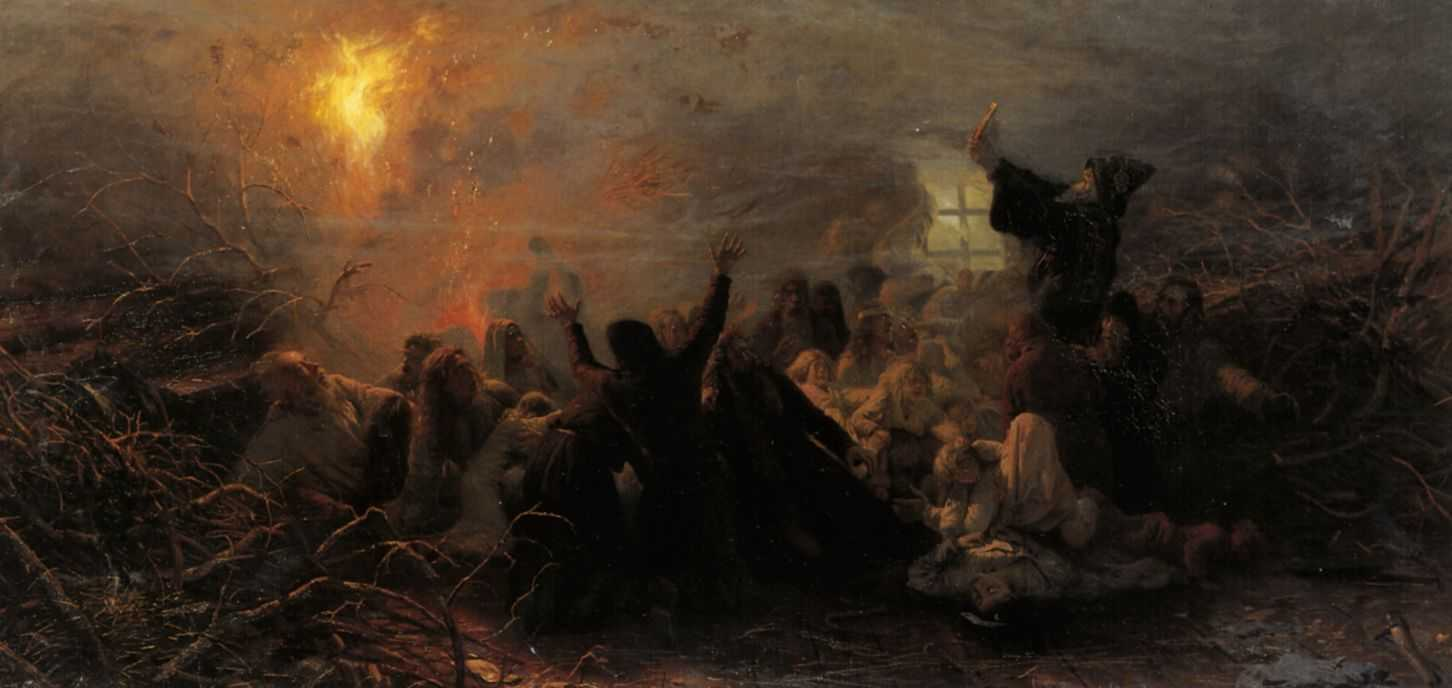
Samospalający się, obraz Grigorija Miasojedowa

Wśród duchowieństwa i wiernych przeciwnym reformie liturgicznej patriarchy Nikona żywe było przekonanie, że Rosyjski Kościół Prawosławny, czy wręcz cała Rosja, został opanowany przez Antychrysta. W rezultacie całe lokalne społeczności, wierne dawnym obrzędom, porzucały dotychczasowe miejsce zamieszkania, twierdząc, że uciekają przed szatanem. Staroobrzędowcy głosili rychłe nadejście końca świata.
Protopop Awwakum Pietrow, przywódca pierwszego pokolenia staroobrzędowców, twierdził, że cierpienie i śmierć za wiarę jest najpewniejszą metodą osiągnięcia zbawienia. Uwięzieni razem z nim diakon Fiodor i kapłani Łazar i Jepifanij aprobowali jego poglądy w tym zakresie. Awwakum pisał

Niektórzy gorliwi obrońcy zakonu, którzy, zrozumiawszy zło odstępstwa, zbierają się z żonami i dziećmi w swoich zagrodach i, aby nie zginąć marnie duchem, spalają się dobrowolnie w ogniu. Dobry to wybór w Panu

Szacuje się, że do 1666 (tj. do początku soboru moskiewskiego, który definitywnie potępił stare obrzędy) samobójstwo rytualne popełniło kilka tysięcy staroobrzędowców. Jednak odebranie sobie życia jako najpewniejszą drogę osiągnięcia zbawienia rozpropagował Ignacy, hierodiakon z Monasteru Sołowieckiego (wspólnota ta w całości poparła starowierców). Mnich ten od 1667 do 1687 wędrował po Rosji, głosząc idee "starej wiary". 4 marca 1687 w Monasterze Paleostrowskim dokonał samospalenia razem z grupą ok. 2700 współwyznawców. Z kolei Latopis Nowogrodzki opisuje, pod datą 1672, falę samospaleń chłopów z całymi rodzinami, do której doszło nad rzeką Kudmą, w wyniku której zginęło nawet 2 tys. osób.
Konieczność rytualnych samobójstw uzasadniano opanowaniem świata przez Antychrysta – prawdziwy chrześcijanin powinien zatem zakończyć swoje życie doczesne, uprzednio dokonując oczyszczenia (moc taką przypisywano płomieniom). W latach 1672–1691 ok. 20 tys. staroobrzędowców odebrało sobie w ten sposób życie w 37 masowych aktach samobójczych. Rzadziej dochodziło do samobójstw poprzez utopienie się, śmierć głodową lub zakopywanie się w ziemi.
Idea samobójstwa z pobudek religijnych budziła jednak sprzeciw części staroobrzędowych ideologów. W latach 1681–1682 jako zdecydowani krytycy samospaleń wystąpili nauczający na Zauralu Abraham Węgierski i Iwan Kodski. W latach 90. XVII w. przeciwko samobójstwom opowiedzieli się przywódcy staroobrzędowców z Pomorza, podkreślając ich sprzeczność z przykazaniem "Nie zabijaj". Staroobrzędowy mnich Eufrozyn w 1691 poświęcił krytyce samospaleń cały traktat, zatytułowany Pismo refutacyjne o nowoobranej drodze samobójczych zgonów.
Na przełomie XVII i XVIII w. wśród staroobrzędowców doszło do podziału na popowców i bezpopowców, a następnie do dalszych sporów doktrynalnych, w wyniku których powstało kilka konkurujących ze sobą nurtów (wspólnot). Jedną z kwestii dyskusyjnych był stosunek do kwestii samobójstw rytualnych. Całkowicie odrzuciła je popowska wspólnota wietkowska. Natomiast bezpopowskie wspólnoty pomorców, filiponów i fiedosiejewców głosiły, że w określonych sytuacjach wierni powinni być gotowi na odebranie sobie życia. W 1742 zbiorowe samobójstwo popełniła grupa filiponów (razem z założycielem wspólnoty, mnichem Filipem), podpalając swój skit, zanim weszła na jego teren komisja urzędowa, mająca na celu wymuszenie na jego mieszkańcach wspominanie imienia cara w czasie odprawianych nabożeństw. W 1765 inna grupa filiponów napadła na monaster Trójcy Świętej w Zieleńcu i po jego obrabowaniu dokonała samospalenia w zdewastowanych zabudowaniach.

## XIX–XX w.
Jeszcze w 1896 odnotowano przypadek grupowego samobójstwa filiponów.
W 1907 grupa staroobrzędowców w regionie tyraspolskim popełniła samobójstwo przez zamurowanie lub pogrzebanie żywcem, nie chcąc wziąć udziału w spisie ludności Imperium Rosyjskiego, którego prowadzenie uznała za śmiertelny grzech. Do analogicznych przypadków mogło dojść przed spisem powszechnym w ZSRR w 1926. Samobójstwa rytualne odnotowano także wśród staroobrzędowców zamieszkujących republikę Tuwa po ataku Niemiec na ZSRR. Również to wydarzenie zostało zinterpretowane jako nadejście Antychrysta.

## W kulturze
- Scenę masowego samospalenia staroobrzędowców zawiera opera Modesta Musorgskiego Chowańszczyzna[14].